# Heliconia paka
Heliconia paka är en enhjärtbladig växtart som beskrevs av Albert Charles Smith. Heliconia paka ingår i släktet Heliconia och familjen Heliconiaceae. Inga underarter finns listade.